# One Grand Central Place
One Grand Central Place (früher Lincoln Building) ist ein denkmalgeschützter Wolkenkratzer in Manhattan in New York City, USA. Er wurde 1930 nach einer zweijährigen Bauzeit fertiggestellt und nach Abraham Lincoln benannt.

## Beschreibung
Der Büroturm befindet sich in Midtown Manhattan in der East 42nd Street zwischen der Park und Madison Avenue gegenüber dem Grand Central Terminal und dem 427 m hohen Wolkenkratzer One Vanderbilt. Im Süden grenzt das Bauwerk an die 41st Street. Einen Block östlich entfernt steht das Chrysler Building. Das Gebäude verfügt über einen direkten internen Zugang zum Grand Central Terminal.
Das Bürogebäude ist 205,1 Meter (673 Fuß) hoch und hat 55 Etagen. Der Turm wurde in der für seine Bauzeit typischen Stahlskelettbauweise errichtet, die Fassade besteht aus Granit und Kalkstein, im oberen Bereich und dem Dach auch aus Ziegelsteinen. Die Architekten Kenneth Norton und James Edwin Ruthvin Carpenter verwendeten verschiedene Stilelemente wie etwa die neugotischen Fenster in den obersten Stockwerken. Der Wolkenkratzer besitzt 122.269 m² vermietbare Bürofläche. Mit Stand Juli 2025 ist er das 100-höchste Gebäude der Stadt gemeinsam mit der 277 Fifth Avenue, dem Barclay Tower und dem One Court Square.
Das Gebäude wurde von 1928 bis 1930 erbaut und nach dem 16. Präsident der Vereinigten Staaten, Abraham Lincoln benannt. Im Jahr 2009 erhielt das Gebäude den neuen offiziellen Namen „One Grand Central Place“. Dies machte man auch mit einem neuen Schriftzug über dem Haupteingang kenntlich. Anschließend wurde der Turm mit 85 Millionen US-Dollar umfassend renoviert. Das One Grand Central Place ist im National Register of Historic Places (NRHP) mit der Nr. 83001735 gelistet. Der Büroturm ist eines von 41 Gebäuden in Manhattan, die 2019 eine eigene Postleitzahl (Zip Code) erhielten. Dem One Grand Central Place wurde der ZIP-Code „10165“ zugewiesen.
In der Lobby befindet sich ein 91 cm großes Bronzemodell des Lincoln Memorial von Daniel Chester French. Es wurde von 1956 bis 2009 im Besucherzentrum der Lobby ausgestellt. Nachdem das Bronzemodell beim Besitzerwechsel entfernt und nach Chesterwood gebracht wurde, ist es seit dem 15. April 2015 wieder in der Lobby zu finden.
Während der COVID-19-Pandemie kam es Anfang März 2020 im One Grand Central Place bei einem dort tätigen Angestellten zu dem ersten gemeldeten positiven SARS-CoV-2-Fall in der Stadt New York City.

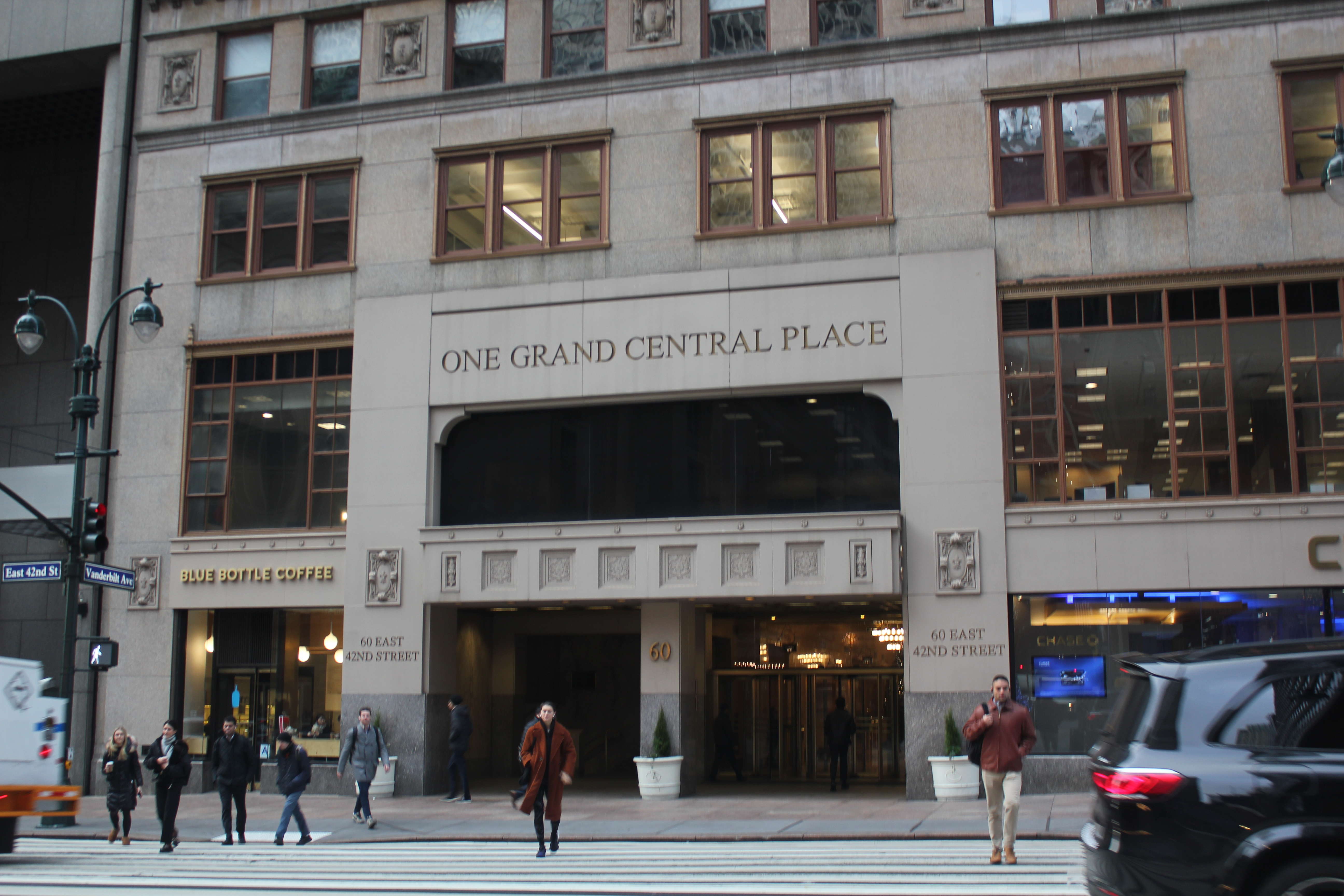
Haupteingang in der 42nd Street

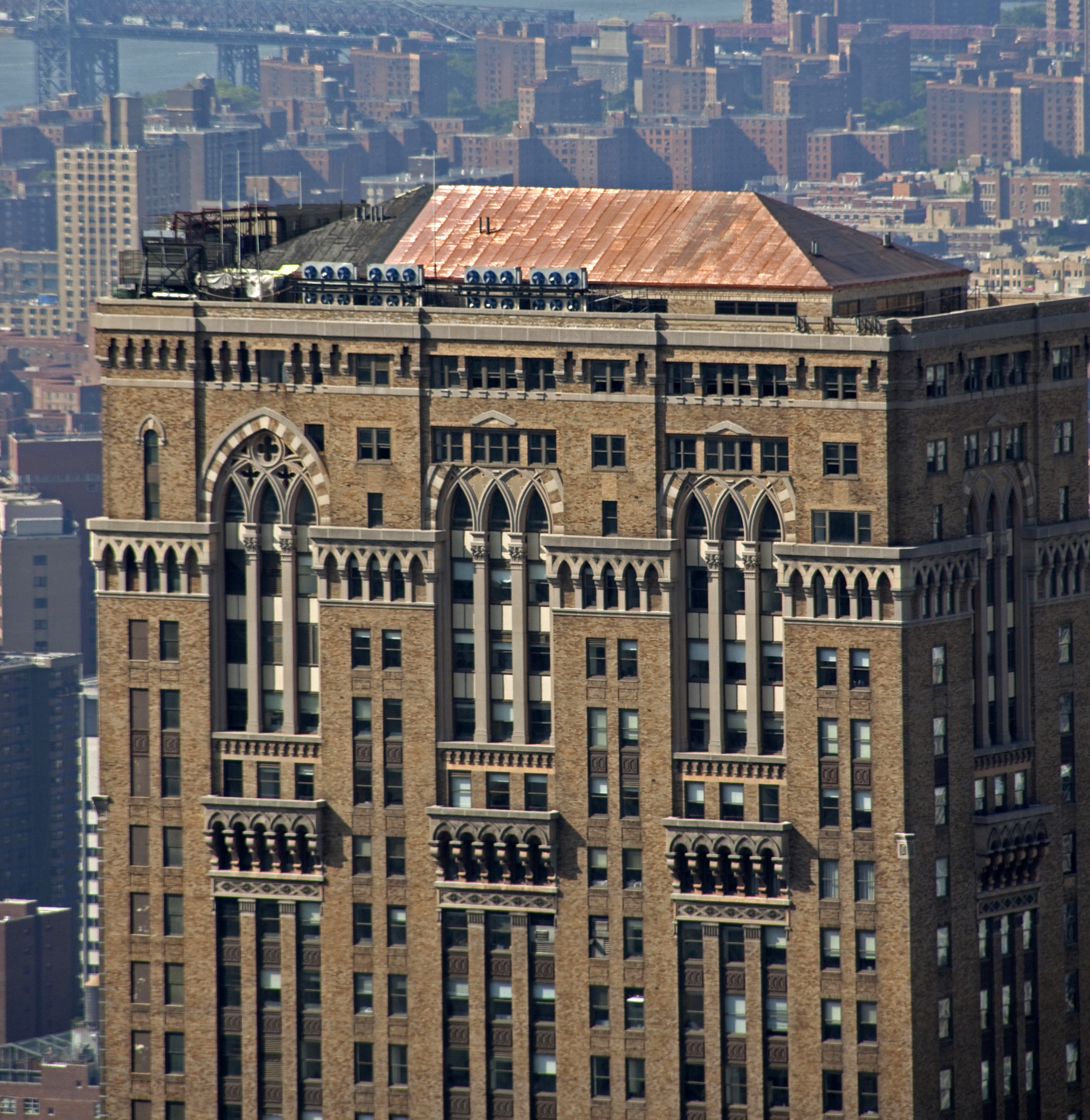
Die obersten Etagen mit neugotischen Stilelementen